# Azuragrion granti
Azuragrion granti es una especie de odonato perteneciente a la familia Coenagrionidae. Es endémica de Socotra (Yemen). Su hábitat natural son los ríos, corrientes intermitentes de agua dulce, los lagos de agua dulce, pantanos y estanques . Está considerada en peligro de extinción por la pérdida de hábitat.